# 上板町立上板中学校
上板町立上板中学校（かみいたちょうりつ かみいたちゅうがっこう）は、徳島県板野郡上板町神宅字西金屋にある公立中学校。上板町にある唯一の中学校である。
通称「上中（かみちゅう）」。

## 沿革

### 3中学校時代
1947年（昭和22年）4月1日、学制改革により新制中学校の制度が始まった。現在の上板町に相当する松島町、大山村、高志村では、それぞれ「松島中学校」、「大山中学校」、「高志中学校」を創立し、松島中は松島小、大山中は神宅小と東光小、高志中は高志小の各小学校校舎の一部を使用して始まった。
1948年松島中の第一期工事、木造平屋3教室完成、1949年高志中第一期工事、普通教室4、付属建物1が完成した。1951年、大山中に新校舎完成、松島中第三期工事で6教室および付属建物完成、高志中第二期工事で職員室、普通教室4、特別教室2が完成した。1950年3町村の合併により上板町が発足し、松島中は「上板町西中学校」、大山中は「上板東中学校」、高志中は「上板南中学校」とそれぞれ改称、さらに翌年「上板町松島中学校」、「上板町大山中学校」、「上板町高志中学校」と再度改称した。町の合併直後から3中学校を統合することが検討され、1960年形式上統合された。

### 上板中学校
1960年4月11日、3中学校を統合し、「板野郡上板中学校」が発足したが、まだ新校舎予定地の買収をしているい段階で、授業は従来通り旧3中学校の校舎に分かれて行なわれた。1962年6月1日、第一期、第二期工事が完成し、新校舎での授業が始まった。この時期1962年野球部が県下で優勝、1965年陸上部優勝、稲岡美千代が走り高跳びで日本中学新記録を出すなど運動部が活躍した。1970年から'72年まで、および1975年から翌年にかけて、文部省から同和教育研究指定校に指定された。1981年体操部が四国大会で優勝し全国大会3位。翌年も四国大会で優勝し全国大会4位となった。
近年では、野球部が県下複数の大会で優勝、また、2018年の全日本少年軟式野球大会四国予選で準優勝など、県大会に留まらず著しい活躍を見せている。その他の運動部では、柔道部は県下で優勝、個人では全国大会出場者を輩出、陸上部は県大会での上位入賞者、四国大会出場者を多数輩出、ジュニアオリンピック出場者も輩出している。文化部では、吹奏楽部が県大会で金賞を複数回受賞している。その他、部活動以外でも、県英語弁論大会で最優秀賞を受賞、全国大会に出場した者を複数回輩出しており、様々な面で活躍している中学校と言える。
一方で、近年は上板町長による体育館建て替え工事での官製談合事件、技術教師の強制わいせつ事件など、不祥事も発生している。

## 教育方針
教育目標
- 知・徳・体の調和がとれ、自主性・創造性に富み、人権感覚豊かな生徒の育成。

校訓
- 自律・自主
- 親和・協調
- 勤労・愛好

## 進学前小学校
- 上板町立松島小学校
- 上板町立神宅小学校
- 上板町立東光小学校
- 上板町立高志小学校

## 通学区域が隣接している学校
- 板野町立板野中学校
- 藍住町立藍住中学校
- 石井町立石井中学校
- 石井町立高浦中学校
- 吉野川市立鴨島東中学校
- 阿波市立吉野中学校
- 阿波市立土成中学校
- 香川県東かがわ市立引田中学校